# Marie-Lyne Joncas
Pour les articles homonymes, voir Joncas.
Marie-Lyne Joncas, née le 21 juin 1987 à Roberval, est une humoriste québécoise diplômée de l'École nationale de l'humour en 2014.

## Biographie
À l'âge de un an, Marie-Lyne Joncas perd son père dans un accident d'automobile. Sa mère, Denise, l'éduque seule. À l'âge de 5 ans, elle fait connaissance de son beau-père. Elle fut extrêmement ravie lorsque son beau-père la demandera en adoption en 2021.
En 2016, elle joue une danseuse dans le film Bon Cop, Bad Cop 2.
En 2017, elle est nommée au Gala Les Olivier avec Ève Coté dans la catégorie Découverte de l'année.
Entre 2017 et 2020, elle collabore à l'émission Le Clan MacLeod sur CKOI.
Dans le cadre du Zoofest de 2018, elle s'est entretenue pendant une heure avec le Premier ministre du Québec du moment, Philippe Couillard. À La presse, elle disait « Je vais aller voir l'homme derrière le politicien. On veut parler à Philippe Couillard le père, le mari, le frère, l'ancien neurologue. Mon mandat, c'est aussi d'avoir du fun, de parler de ses goûts musicaux, de son passé en médecine, etc. ». L'évènement a eu lieu le mardi 10 juillet 2018 au Studio Hydro-Québec du Monument-National.
En 2018, elle joue Alex dans le film Menteur.
Pour le Gala Les Olivier de 2019, elle était l'une des deux personnalités les plus nommées ex æquo avec Julien Lacroix. Elle partage, entre autres, plusieurs nominations avec Ève Coté grâce à leur duo Les Grandes Crues et leur spectacle Su'l gros vin.
Depuis 2020, Marie-Lyne Joncas est animatrice de L'heure du lunch avec Benoît Gagnon sur les ondes de CITE-FM (107,3 Rouge) du lundi au jeudi de 12 h-13 h. Avant 2020, elle est animatrice au 96,9 CKOI. La même année, elle anime L’heure du lunch et collabore à Véronique et les Fantastiques pour Rouge FM. Marie-Lyne Joncas anime également Le prochain stand-up à Noovo depuis l'automne 2020,. Elle décide de quitter la radio en 2022 pour se concentrer sur de nouveaux projets.
En 2021, elle est la narratrice pour le documentaire Pour nous chez nous.
En avril 2022, elle commence l'animation de l'émission quotidienne Le fabuleux printemps de Marie-Lyne sur Noovo.
En 2024, on peut voir Marie-Lyne Joncas interpréter Sophie Lacoste dans la série Dumas.